# Советская улица (Арзамас)
Сове́тская улица (ранее также Прогонная, Ступина) — одна из самых старых центральных улиц Арзамаса. Простирается от улицы Калинина до Соборной площади. На этой улице располагается здание администрации города Арзамаса (бывшее здание реального училища, в котором учился писатель Аркадий Гайдар).

## Хронология
- 1682 — была построена церковь Воздвижения Честного Креста Господня.
- 1792 — была построена церковь Казанской иконы Божией Матери.
- 1929 — была снесена и закрыта церковь Воздвижения Честного Креста Господня. Была закрыта церковь Казанской иконы Божией Матери.
- 2003 — была возвращена верующим и отреставрирована церковь Казанской иконы Божией Матери.

## Транспорт
Через улицу ходят три маршрута автобусов:
№ 1: Соборная пл. — Арзамас III — Соборная пл. — Арзамас I.
№ 7: Соборная пл. — 408 км.
№ 11: Соборная пл. — п. Высокая гора

## Достопримечательности

### Церковь Воздвижения Честного Креста Господня
Кирпичная церковь, в литературе датируемая 1682 годом, но по архитектуре более близкая к постройкам рубежа XVII—XVIII вв. Высокая летняя церковь типа восьмерик на четверике с трапезной и отдельно стоящей колокольней в стиле классицизма. В трапезной имелись приделы Двенадцати Апостолов и Макария Желтоводского. Закрыта и снесена в 1929.

### Церковь Казанской иконы Божией Матери
Кирпичная церковь в стиле классицизма, сооружённая в 1792 году как зимний храм при Воздвиженской церкви, к северу от неё. Прямоугольная в плане постройка с симметричными алтарём и притвором, украшенная боковыми шестиколонными портиками. Декоративный барабан с шатровым куполом сооружён во 2-й половине XIX в. На хорах был устроен Успенский придел. Закрыта в 1929 году, сломан купол. В 2003 году возвращена верующим, отреставрирована.

### Сквер Максима Горького
Между Советской улицей и улицей 1-го Мая расположен сквер Максима Горького. Здесь установлен бюст писателя. До революции — Дровяная площадь.

### Новодевичий Алексеевский женский монастырь
Действовал с 1634 по 1924 годы. В настоящее время на территории расположена войсковая часть № 17 845.

## Примечание
1. ↑  Арзамас автобусы. Дата обращения: 8 июня 2015. Архивировано 12 июня 2015 года.